# Mehbube Ablesh
Mehbube Ablesh (n. 1979) es una presentadora de radio, periodista, poetisa y presa política uigur. Fue detenida en 2008, y para 2015 su paradero era desconocido.

## Biografía
Ablesh nació en 1979. En agosto de 2008 fue despedida de su puesto en el departamento de publicidad de la emisora de radio popular de Sinkiang, con sede en Urumqi. Después de su despido fue detenida por la policía por cargos relacionados con sus blogs y sus críticas a las autoridades, en violación al artículo 19 del Pacto Internacional de Derechos Civiles y Políticos. Se ha reportado que esto incluía críticas a los Juegos Olímpicos de Pekín de 2008 y a la respuesta del gobierno chino a los efectos del terremoto de Sichuan de 2008 en las comunidades uigures. Entre las críticas realizadas contra Ablesh tras su encarcelamiento estaba el hecho de que era una mujer musulmana pero no usara velo en la cabeza. Fue detenida en la prisión número 2 de Xinjiang.
Ablesh, también conocida en algunos informes del gobierno chino como Mehbube Abrek, debía salir de la cárcel en 2011. Para 2015 su paradero era desconocido.